# Frýdlantská pahorkatina
Frýdlantská pahorkatina (polsky Pogórze Izerskie, německy Isergebirgs-Vorland) je geomorfologický celek ležící v severních Čechách ve Frýdlantském výběžku. Pahorkatina připomíná plošinu nakloněnou severozápadním směrem. Nejvyšším bodem je Andělský vrch (573 m n. m.), výrazněji ještě vystupuje Jindřichovický hřeben, který občas bývá považován za součást Jizerských hor.
Pahorkatina zabírá na území České republiky plochu 243,85 km². Její střední výška činí 359,4 m a střední sklon má hodnotu 3°45'.
Z geomorfologického hlediska je součástí České vysočiny, respektive její Krkonošsko-jesenické soustavy. V ní tvoří jednu z osmi částí Krkonošské podsoustavy. Frýdlantská pahorkatina se dále dělí na Raspenavskou pahorkatinu (označovanou IVA-5-1), dále Hejnickou pahorkatinu (IVA-5-2) a Bulovskou pahorkatinu (IVA-5-3).

## Poloha
Na jihu podhůří rázně ohraničují Jizerské hory, které sem spadají strmými srázy. Na západě ho ohraničuje Lužická Nisa, na východě řeka Bóbr. Severní hranice se stanovuje uměle na vrstevnici 200 m v okolí Bolesławce. Přirozenou osu Frýdlantské pahorkatiny tvoří řeka Smědá.

## Charakteristika
Největším městem v oblasti je Frýdlant se starobylým hradem. Celý kraj je charakteristický zalesněnými mírnými vrcholky, mělkými údolími a přípotočními vesnicemi, pro které je typická lužickosrbská architektura.
Krajina je tvořena loukami a poli, ale také borovými či smrkovými lesy. Žijí zde srnci, jeleni a daňkové.

## Vrcholy Frýdlantské pahorkatiny
Vybrané vrcholy Frýdlantské pahorkatiny:
- Andělský vrch (573 m n. m.)
- Hřebenáč (567 m n. m.)
- Nad nádražím (522 m n. m.)
- Humrich (513 m n. m.)
- Chlum (495 m n. m.)
- Pekelský vrch (487 m n. m.)
- Dubový vrch (474 m n. m.)
- Kukačka (471 m n. m.)
- Na Chatkách (465 m n. m.)
- Francův kopec (446 m n. m.)
- Podlesí (446 m n. m.)
- Kamenný vrch (444 m n. m.)
- Bulovský kopec (443 m n. m.)
- Řasný (též Řásný, 433 m n. m.)
- Webrův kopec (429 m n. m.)
- Lípovec (428 m n. m.)
- Nad Zátiším (427 m n. m.)
- Hájky (426 m n. m.)
- Vápenný vrch (423 m n. m.)
- Tisovec (422 m n. m.)
- Mokrý vrch (420 m n. m.)
- Hraniční vrch (418 m n. m.)
- Ptačí vrch (406 m n. m.)
- Písečník (405 m n. m.)
- Frýdlantská výšina (též Resselův kopec n. U rozhledny, 399 m n. m.)
- Mlýnský vrch (388 m n. m.)
- Supí vrch (388 m n. m.)
- Větrný (384 m n. m.)
- Písečný vrch (380 m n. m.)
- Hadí kopec (378 m n. m.)
- Vraní vrch (388 m n. m.)
- Křížový vrch (cca 385 m n. m.)
- Pískový vrch (345 m n. m.)
- Štemberk (340 m n. m.)
- Kodešův vrch (cca 340 m n. m.)
- Suchý vrch (326 m n. m.)
- Hradec (též Astberg, 313 m n. m.)
- Kamenáč (303 m n. m.)
- Na Výšině (297 m n. m.)
- Liščí vrch (292 m n. m.)
- Pohanské kameny (297 m n. m.)
- Nad Školou (275 m n. m.)
- Nademlýnský vrch (263 m n. m.)

Všechny hory a kopce s výškou nad 400 m n. m. nebo prominencí nad 100 metrů obsahuje Seznam vrcholů ve Frýdlantské pahorkatině.